# Parlament Gibraltaru
Parlament Gibraltaru (do 2006 roku Izba Zgromadzenia) – unikameralny parlament brytyjskiego terytorium zamorskiego Gibraltar.
Zgodnie z zapisami konstytucji Gibraltaru z 1969 roku, powołano Izbę Zgromadzenia - 17-osobowy jednoizbowy parlament lokalny. 15 członków było wybieranych w wyborach powszechnych, a dwóch mianowanych (w tym minister sprawiedliwości). Termin Izba Zgromadzenia jest to najczęstsza nazwa dla parlamentów brytyjskich terytoriów nie posiadających pełnej suwerenności.
Po zmianie konstytucji w 2006 roku, zmieniono nazwę zgromadzenia na Parlament Gibraltaru. Wszyscy deputowani są wybierani przez uprawnionych do głosowania wyborców. Każdy ma prawo oddania głosu na 10 kandydatów. 

## Budynek
Budynek Parlamentu mieści się między Main Street a John Mackintosh Square i został wybudowany w 1817 roku. Od 1951 roku swoją siedzibę miała tam Rada Legislacyjna Gibraltaru. Pierwsze posiedzenie Izby Zgromadzeń miało miejsce 28 sierpnia 1969 roku i zostało otwarte przez ówczesnego gubernatora admirała Varyla Begga.

## Skład Parlamentu
Deputowani Parlamentu Gibraltaru 2. kadencji w porządku alfabetycznym:
- Paul Balban (Gibraltarska Socjalistyczna Partia Pracy)
- Joe Bossano (GSPP)
- Damon Bossino (Gibraltarscy Socjaldemokraci)
- Peter Caruana (GS)
- John Cortes (GSPP)
- Neil Costa (Liberalna Partia Gibraltaru)
- Isobel Ellul-Hammond (GS)
- Daniel Feetham (GS)
- Selwyn Figueras (GS)
- Joseph Garcia (LPG)
- Albert Isola* (GSPP)
- Gilbert Licudi (GSPP)
- Steven Linares (LPG)
- James Netto (GS)
- Fabian Picardo (GSPP)
- Edwin Reyes (GS)
- Samantha Sacramento (GSPP)

*Albert Isola został wybrany w wyborach uzupełniających 4 lipca 2013 roku po śmierci Charlesa Bruzona w kwietniu 2013 roku.